# شوئو (دوره کاماکورا)
شوئو (به ژاپنی: 正応 Shōō)؛ نام یک عصر تاریخی ژاپنی (نِنگُو) بود. این عصر بعد از کوآن (دوره) و قبل از ای‌این قرار داشت و از آوریل ۱۲۸۸ تا اوت ۱۲۹۳ میلادی به طول انجامید. در طی این عصر امپراتور فوشیمی امپراتور ژاپن بود.